# Downing Cyclecar Company
Downing Cyclecar Company war ein US-amerikanischer Hersteller von Automobilen.

## Unternehmensgeschichte
Das Unternehmen wurde 1913 in Detroit in Michigan gegründet. Im gleichen Jahr begann die Produktion von Automobilen. Der Markenname lautete zunächst Downing. Im Angebot standen Cyclecars und Kleinwagen.
Im Sommer 1913 wurde angekündigt, dass eine Zweigstelle namens Downing Motor Car Company in Cleveland in Ohio geplant sei. Offensichtlich fertigte  dieses Werk ab Modelljahr 1914. Aus Unterscheidungsgründen wurden ab 1914 die Fahrzeuge aus Detroit als Downing-Detroit und die Fahrzeuge aus Cleveland als Downing vertrieben.
1915 endete die Produktion.

## Fahrzeuge
Das Model A wurde in Detroit gefertigt. Es hatte einen Zweizylindermotor mit 10 PS Leistung. 76,2 mm Bohrung und 107,95 mm Hub ergaben 985 cm³ Hubraum. Das Fahrgestell hatte 262 cm Radstand. Überliefert sind ein Runabout mit zwei Sitzen hintereinander und ein Roadster mit zwei Sitzen nebeneinander.
Das Model 6 kam ebenfalls aus Detroit. Der Vierzylindermotor leistete 18 PS. Der Radstand betrug 267 cm. Zum Tandem-Runabout und Roadster kamen ein viersitziger Tourenwagen und ein leichter Lieferwagen.
Aus Cleveland kamen der Two mit einem 12 PS leistenden Zweizylindermotor und der Four mit einem 18-PS-Vierzylindermotor. Der Radstand von 249 cm und der Aufbau als Roadster waren identisch.

## Modellübersicht
| Jahr      | Marke           | Modell  | Zylinder | Leistung (PS) | Radstand (cm) | Aufbau                                                                                      |
| --------- | --------------- | ------- | -------- | ------------- | ------------- | ------------------------------------------------------------------------------------------- |
| 1913–1914 | Downing         | Model A | 2        | 10            | 262           | Tandem Runabout 2-sitzig, Side by Side Roadster 2-sitzig                                    |
| 1913–1914 | Downing         | Model 6 | 4        | 18            | 267           | Tandem Runabout 2-sitzig, Side by Side Roadster 2-sitzig, Tourenwagen, leichter Lieferwagen |
| 1914–1915 | Downing-Detroit | Model A | 2        | 10            | 262           | Tandem Runabout 2-sitzig, Side by Side Roadster 2-sitzig                                    |
| 1914–1915 | Downing-Detroit | Model 6 | 4        | 18            | 267           | Tandem Runabout 2-sitzig, Side by Side Roadster 2-sitzig, Tourenwagen, leichter Lieferwagen |
| 1914–1915 | Downing         | Two     | 2        | 12            | 249           | Side by Side Roadster                                                                       |
| 1914–1915 | Downing         | Four    | 4        | 18            | 249           | Side by Side Roadster                                                                       |